# اصلی‌ها (فیلم)
اصلی‌ها (عربی: الأصليين) یک فیلم به کارگردانی مروان حامد است که در سال ۲۰۱۷ منتشر شد.